# Boldklubben Frem
 For alternative betydninger, se Boldklubben Frem (flertydig). (Se også artikler, som begynder med Boldklubben Frem)
 Der er for få eller ingen kildehenvisninger i denne artikel, hvilket er et problem. Du kan hjælpe ved at angive troværdige kilder til de påstande, som fremføres i artiklen.

Boldklubben Frem (eller BK Frem eller blot Frem) er en dansk fodboldklub, der i dag har hjemme i bydelene Valby og Sydhavnen, i det sydvestlige København. BK Frem blev stiftet 17. juli 1886, og dermed en af Danmarks ældste klubber.
Klubben har gennem årene haft flere berømte spillere og adskillige landsholdsspillere som medlemmer. Klubben har vundet Danmarksmesterskabet seks gange. I moderne tid har BK Frem ført en omskiftelig tilværelse og indenfor bare 25 år har klubben oplevet at spille både i Superligaen og Københavnsserien. BK Frem spiller i sæsonen 2025/26 i 3. division.

## Historie
Klubben blev stiftet 17. juli 1886 som Fremskridtsklubbens Cricketklub - en cricket- og fodboldklub. Klubben var en politisk afdeling af venstreforeningen i København. Klubben skiftede 9. december 1887 navn til "Boldklubben Frem" og er en af Danmarks ældste idrætsklubber. I begyndelsen holdt BK Frem til i den københavnske bydel Østerbro og spillede kampe i det nuværende Fælledparken. I 1905 flyttede BK Frem til en bane på Enghavevej, Vesterbro. Det var her, at klubben opbyggede sit image som arbejderklub.
Fra Danmarksturneringen blev indført i 1927 og helt frem til 1980 spillede BK Frem – bortset fra sæsonerne 1961 til 1963 – altid i den bedste række. Særligt i 1930'erne og i begyndelsen af 1940'erne var klubben dominerende i dansk fodbold og vandt i denne periode fem danske mesterskaber. I 1942 flyttede BK Frem til det nuværende anlæg Valby Idrætspark beliggende i Valby-Sydhavnen. BK Frem spillede dog stadig sine hjemme kampe i Københavns Idrætspark indtil de første tribuner i Valby Idrætspark stod klar i 1965.
Siden 2. Verdenskrig er det ikke lykkedes for BK Frem at vinde DM-titlen, men fem gange er klubben sluttet som nummer to i den bedste række. Senest i 1976, hvor BK Frem mistede førstepladsen på sidste spilledag ved kun at få 0-0 mod Næstved BK. Klubben vandt første gang pokalturneringen i 1956, hvor AB blev besejret 1-0 i finalen. I 1978 vandt BK Frem klubbens seneste trofæ med en sejr i pokalfinalen over tre kampe mod Esbjerg fB. BK Frem nåede også finalen i 1981, men tabte til Vejle BK.
I 1988 rykkede Frem op i den bedste række igen og vandt bronze i 1991-92. Året efter rykkede klubben dog ned igen og blev samtidig erklæret konkurs, hvilket betød tvangsnedrykning til Danmarksserien. I 2003 var BK Frem tilbage i Superligaen en enkelt sæson. I 2010 gik BK Frem efter flere år med økonomiske problemer igen konkurs og blev nedrykket til Københavnsserien. Frem spiller i 2. division i sæsonen 2024-2025.

## Titler
- Danske mestre (seks gange): 1923, 1931, 1933, 1936, 1941 og 1944.
- DM Sølv (ni gange): 1930, 1935, 1937, 1938, 1948, 1958, 1966, 1967 og 1976.
- DM Bronze (seks gange): 1934, 1955, 1957, 1968, 1971 og 1992
- Pokalmestre (to gange): 1956 og 1978. Pokalfinalister (tre gange): 1969, 1971 og 1981.

## Resultater senere år
- 1993: Degradering til Danmarksserien efter konkurs.
- 1995: Oprykning til 2. division.
- 1997: Oprykning til 1. division.
- 2003: Oprykning til Superligaen.
- 2004: Nedrykning til 1. division.
- 2010: Degradering til Københavnsserien efter konkurs.
- 2011: Oprykning til Danmarksserien (4. niveau)
- 2012: Oprykning til 2. division Øst
- 2021: Nedrykning til 3. division
- 2022: Oprykning til 2. division
- 2023: Nedrykning til 3. division
- 2024: Oprykning til 2. division
- 2025: Nedrykning til 3. division

## Hjemmebane
BK Frem hører hjemme i Valby Idrætspark på adressen Julius Andersens Vej 7, 2450 København SV.

Stadionkapacitet: 12.000 hvoraf 4.400 er overdækkede siddepladser.

Tilskuerrekord: 11.529, BK Frem mod Brøndby IF den 14. april 1991.

Kampen endte 1-1 og målscorere var Tony Carlsen ("67, BK Frem) og John "Faxe" Jensen ("74, Brøndby IF). På trænersiden stod hhv. Ole Mørk, BK Frem og Morten Olsen, Brøndby IF.[kilde mangler]

Banestørrelse: 105 x 68 m.

Lysanlæg: 1.000 lux

## Nuværende trup
Oversigten er opdateret til og med 24. mars 2025
| Nr. | Land     | Position | Spiller                        |
| --- | -------- | -------- | ------------------------------ |
| 1   | Danmark  | MM       | Rasmus Wedege                  |
| 2   | Danmark  | FO       | Christoffer Remmer             |
| 3   | Danmark  | FO       | Emil Schou Jørgensen (anfører) |
| 4   | Danmark  | FO       | Andreas Hermansen              |
| 5   | Danmark  | FO       | Gustav O. Hansen               |
| 6   | Danmark  | MI       | Daniel Warmbach                |
| 7   | Danmark  | AN       | Benjamin Warlo                 |
| 8   | Danmark  | MI       | Frederik Kristiansen           |
| 9   | Danmark  | AN       | Hamid Khalidan                 |
| 10  | Danmark  | MI       | Sylvester Seeger-Hansen        |
| 11  | Danmark  | MI       | Nicolas Brøndum                |
| 12  | Algeriet | MI       | Oussama Djafer-Bey             |
| 13  | Danmark  | AN       | Justin Shaibu                  |
| 14  | Burundi  | FO       | Philip Oslev                   |
| 15  | Danmark  | MI       | Jonathan Canto                 |

| Nr. | Land    | Position | Spiller                          |
| --- | ------- | -------- | -------------------------------- |
| 17  | Danmark | FO       | Malthe Rasmussen                 |
| 19  | Danmark | AN       | Diyar Avci                       |
| 18  | Danmark | AN       | Ilias Namli                      |
| 21  | Danmark | FO       | Marco Kruse                      |
| 20  | Kosovo  | AN       | Lorent Callaku                   |
| 22  | Danmark | FO       | Casper Froulund                  |
| 23  | Danmark | MI       | Berkay Sahin                     |
| 24  | Danmark | AN       | Jonathan Mathys (lejet fra B.93) |
| 25  | Danmark | AN       | Marc Winkel                      |
| 26  | Danmark | AN       | Nicholas Sejr                    |
| 27  | Danmark | MM       | Tobias Søderstrøm                |
| 29  | Danmark | MI       | August Andersen                  |
| 30  | Danmark | MM       | Patrick Johansen                 |

## Kendte Frem-spillere[6]
| - Per Henriksen - Sophus "Krølben" Nielsen - Søren Lyng - Pauli Jørgensen - Leif Nielsen - Per Wind - Ole Mørk | - Leif Printzlau - Jan B. Poulsen - Kim Vilfort - Michael "Mio" Nielsen - Mark Strudal - Miklos Molnar - Søren Larsen | - Mikkel Thygesen - Mirko Selak - Kenneth Birkedal - Nicki Bille Nielsen - Dan Eggen - Kim Kristensen - Thomas Thøgersen | - Søren Colding - John Hansen - Jørgen Nielsen - Lars Larsen - Flemming Ahlberg - Gunnar Nielsen - Per Hester Hansen - Jannik Vestergaard |